# Erebostrota amans
Erebostrota amans là một loài bướm đêm trong họ Noctuidae.